# Elektrownia jądrowa Obninsk

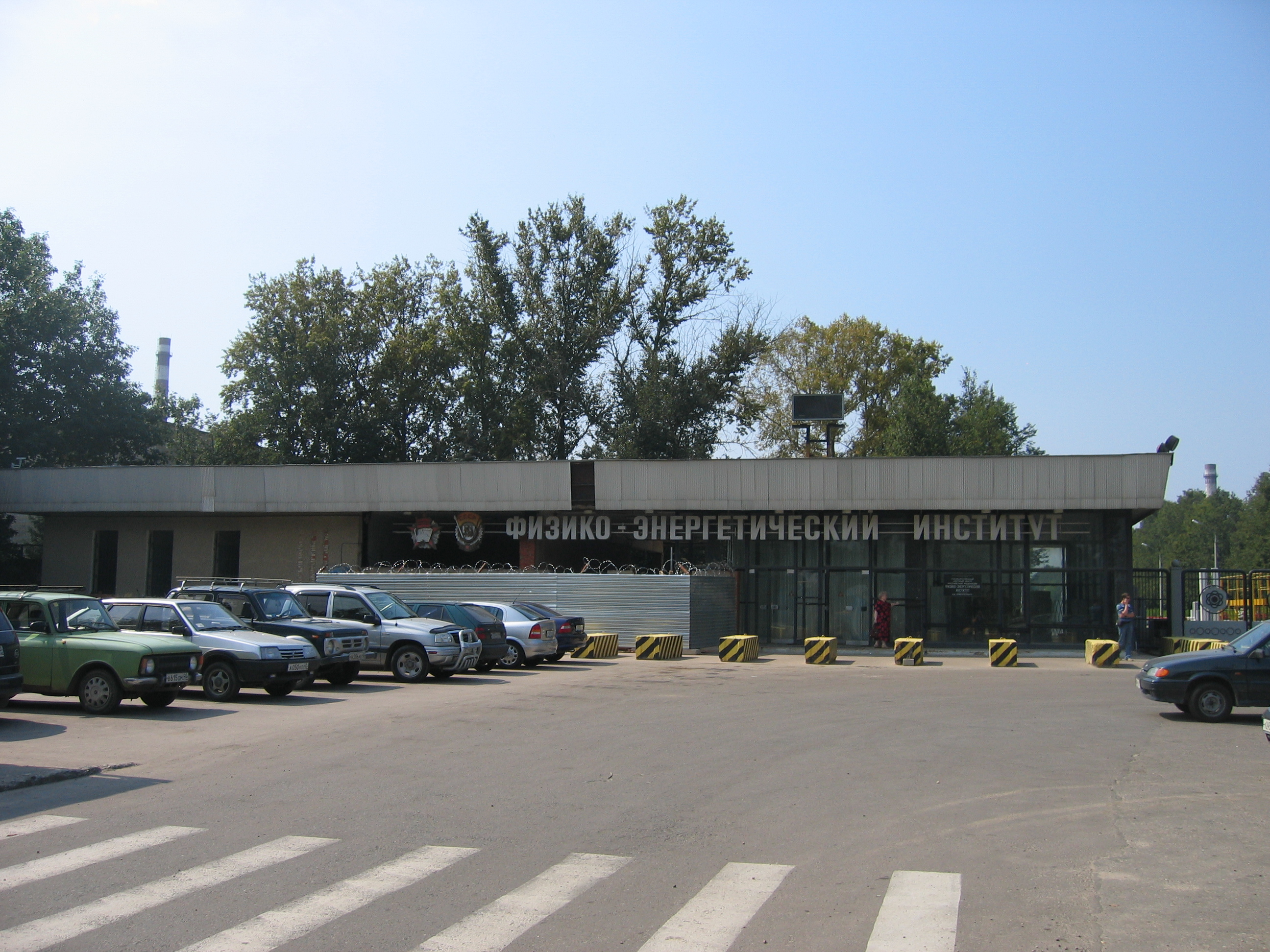
Wejście do elektrowni atomowej

Elektrownia jądrowa Obninsk (ros. Обнинская АЭС, Obninskaja AES) – elektrownia jądrowa położona na terenie miasta Obninsk, około 100 km od Moskwy. Jest to pierwsza cywilna elektrownia atomowa na świecie. Elektrownia ta jest znana pod nazwą APS-1 Obninsk (Atomic Power Station 1 Obninsk).
Wyposażona została w reaktor AM-1 Атом Мирный (tłum. pokojowy atom) mający moc energetyczną szacowaną na 36 MW, z czego 5 MW przetwarzane było na energię elektryczną, a reszta dostępna była w formie energii cieplnej. Reaktor był prototypową konstrukcją chłodzoną wodą oraz mającą grafitowy moderator. Następcami tej konstrukcji były reaktory zaliczane do grupy RBMK.
Budowę rozpoczęto 1 stycznia 1951 roku. Osiągnięcie stanu krytycznego reaktora nastąpiło 1 czerwca 1954 roku, a pierwsze przekazanie energii do sieci nastąpiło 26 czerwca 1954 roku. Przez 10 lat była to jedyna elektrownia atomowa w Związku Radzieckim.
Została wyłączona 29 kwietnia 2002 roku, czyli po prawie pół wieku nieprzerwanej pracy.
W dzisiejszych czasach elektrownia ta wystarczyłaby do zapewnienia energii około 2 tysiącom współczesnych gospodarstw domowych (w latach 50. zapotrzebowanie na energię elektryczną było mniejsze).